# Mooswiesen am Irrsee
Mooswiesen am Irrsee este o arie protejată (sit de importanță comunitară — SCI) din Austria întinsă pe o suprafață de 31,9 ha, integral pe uscat.

## Localizare
Centrul sitului Mooswiesen am Irrsee este situat la coordonatele 47°53′26″N 13°18′26″E / 47.8906°N 13.3072°E.

## Înființare
Situl Mooswiesen am Irrsee a fost declarat sit de importanță comunitară în decembrie 2015 pentru a proteja 1 specie de plante.

## Biodiversitate
Situată în ecoregiunea continentală, aria protejată conține 8 habitate naturale: Ape stătătoare oligotrofe până la mezotrofe, cu vegetație de Littorelletea uniflorae și/sau de Isoëto-Nanojuncetea, Pajiști cu Molinia pe soluri calcaroase, turboase sau argilos-nămoloase (Molinion caeruleae), Fânețe de joasă altitudine (Alopecurus pratensis, Sanguisorba officinalis), Turbării active, Mlaștini turboase de tranziție și turbării mișcătoare, Depresiuni pe substraturi de turbă de Rhynchosporion, Mlaștini alcaline, Păduri aluvionare cu Alnus glutinosa și Fraxinus excelsior (Alno-Padion, Alnion incanae, Salicion albae).
La baza desemnării sitului se află o specie protejată de  plante: Hamatocaulis vernicosus.